# Biosféra

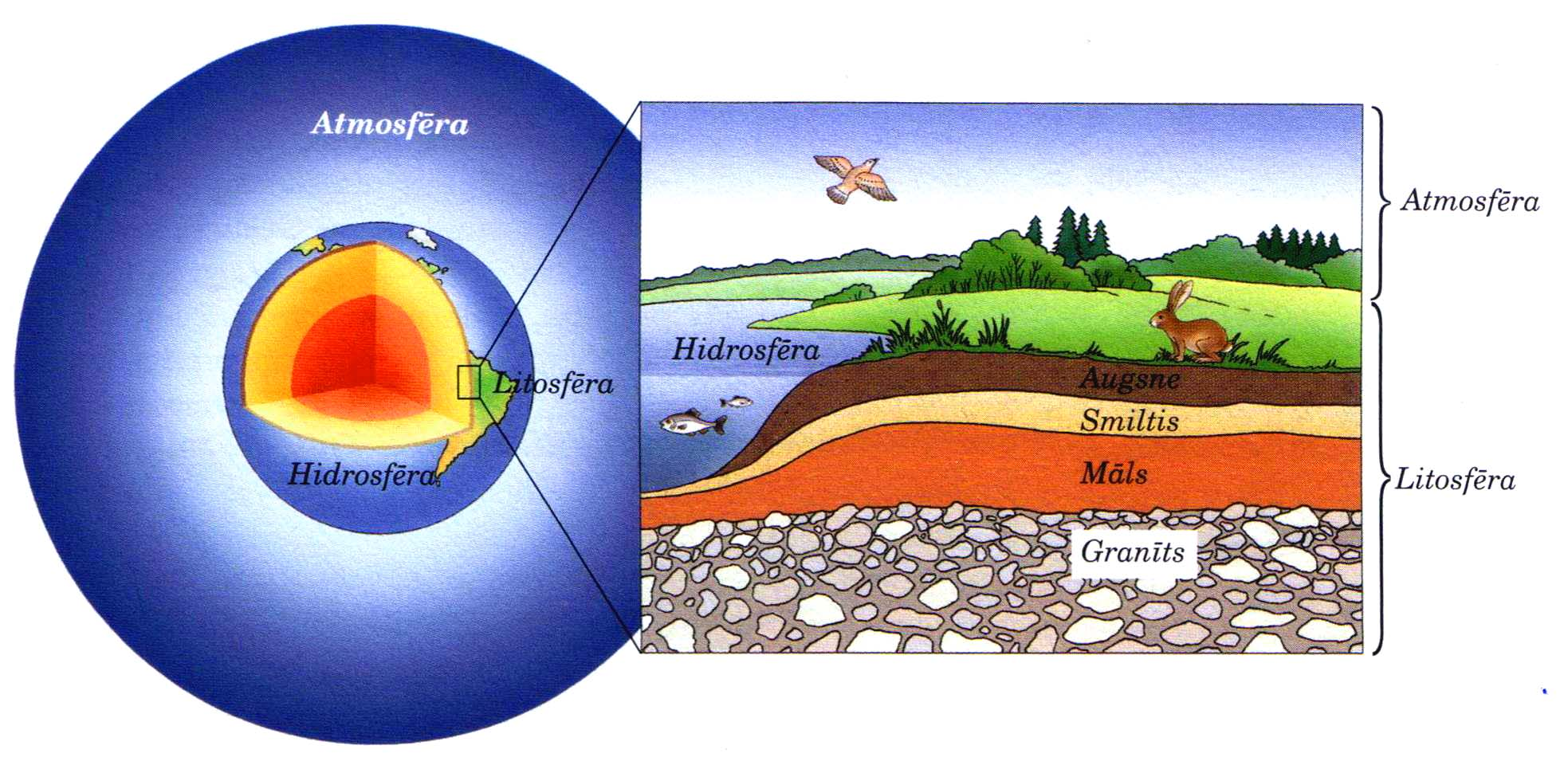
Struktura biosféry

Biosféra (též živý obal Země) je část planety Země, kde se (byť i jen sporadicky a nepravidelně) vyskytují nějaké formy života. Zahrnuje část troposféry (přibližně do výšky 16 km v oblasti tropů a 10 km v polárních oblastech), prakticky celou hydrosféru a povrch litosféry (do desítek metrů pod povrchem půdy, v případě výskytu jeskyní obývaných živými organismy až do hloubky několika kilometrů).
Termín biosféra poprvé použil geolog Eduard Suess v roce 1875.
Biosféru rozdělujeme na biomy:
- tropický deštný les
- sezónní tropický les
- savana
- poušť a polopoušť
- středomořský biom
- opadavý les mírného pásu
- jehličnatý les (tajga)
- deštný les mírného pásu
- step
- tundra, (lesotundra)
- polární pustina

## Popis
Počátek vzniku biosféry je možné počítat od okamžiku vzniku života na Zemi. Rozsah současné biosféry, která zahrnuje veškeré živé organismy a jejich životní prostředí, je definován schopností organismů adaptovat se na podmínky v tom, kterém prostředí a úzce tak souvisí se základními vlastnostmi, které definují život.
V biosféře autotrofní (obzvláště fotosyntetické) organismy převažují nad živočichy a ostatními heterotrofními organismy. Rostliny a ostatní autotrofové zajišťují fotosyntézou energie energetický vstup pro běh celé biosféry. Na živočišnou složku v biosféře připadá jen asi 10 % biomasy.

## Pododdíly biosféry
- Ekosféra – část planety Země s pravidelným a zákonitým výskytem života (do 5–8 km v atmosféře, v oceánech a litosféře je její hranice stejná jako u biosféry, případně u litosféry je trochu blíže povrchu),
- Noosféra – část planety Země obývaná lidmi, povýšena lidským intelektem na vyšší úroveň,
- Technosféra – část povrchu Země uměle vytvořená člověkem – budovy, umělé osvětlení apod.

## Teorie Gaii
Teorie, podle které je biosféra sama o sobě živým organismem, ať už konkrétně či metaforicky, je známa jako Teorie Gaii.